# ...Era solo Fabrizio Vol. 2
...Era solo Fabrizio Vol. 2 è una raccolta del 2017 in vinile. È la seconda parte di ...Era solo Fabrizio.

## Elenco tracce
Testi e musiche di Fabrizio De André.
1. La Guerra di Piero – 3:25
2. La Ballata Dell'eroe – 2:40
3. Valzer Per Un Amore (basato sul Valzer campestre della suite siciliana di Gino Marinuzzi Sr.) – 3:40
4. La Canzone di Marinella – 3:11
5. Per I Tuoi Larghi Occhi – 2:33
6. Fila la Lana (tratta da una canzone popolare francese del XV secolo) – 2:22
7. La Città Vecchia[1] – 3:21
8. Delitto di Paese – 3:17
9. La Canzone Dell'amore Perduto (basato sull'adagio del "Concerto in Re maggiore per tromba, archi e continuo" di Georg P. Telemann) – 3:40
10. La Ballata Dell'amore Cieco (o Della Vanità) (tratta da una ballata popolare britannica) – 2:50
11. Geordie – 2:04
12. Amore Che Vieni Amore Che Vai – 2:40